# Sint-Walricuskerk

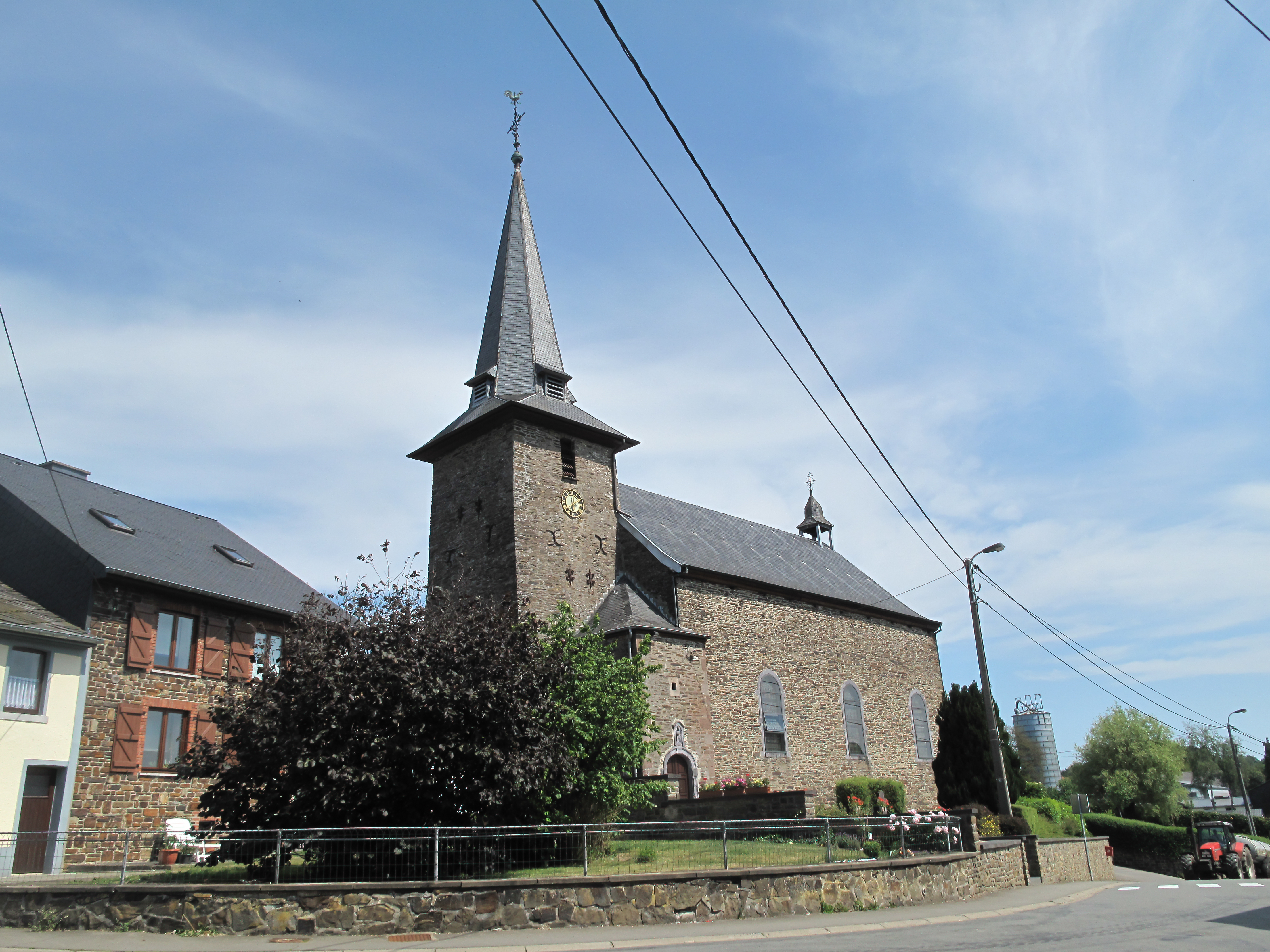
Sint-Walricuskerk

De Sint-Walricuskerk (Duits: Sankt Walricus Kirche) is de parochiekerk van de tot de Luikse gemeente Burg-Reuland behorende plaats Espeler.

## Geschiedenis
In 1604 werd een kapel gesticht, welke in 1615 werd ingezegend. Hiervan bestaat nog de voorgebouwde westtoren. Het schip en het driezijdig afgesloten koor zijn van 1714. In 1780 vond een belangrijke restauratie plaats, waarbij aan de zuidzijde van de toren een ingangsportaal werd toegevoegd. Boven het portaal bevindt zich, in een nis, het beeld van Sint-Walricus.
De kerk is opgetrokken in breuksteen van schist.